# Eddy Wally
Eduard Van De Walle (12 tháng 7 năm 1932 - 6 tháng 2 năm 2016), được biết đến với nghệ danh Eddy Wally, là một ca sĩ người Bỉ từ Zelzate, Oost-Vlaanderen và là người tự xưng là "Tiếng nói của Châu Âu".

## Thông tin chung
Là một người hát nhạc tình cảm êm nhẹ và người dẫn chương trình, Eddy Wally đã lưu diễn trên toàn thế giới, từ Trung Quốc, đến Úc, tất cả Châu Âu và Hoa Kỳ, và thậm chí 24 ngày lưu diễn vào năm 1979 ở Liên Xô. Vì Eddy Wally cũng lùn, anh ta được biết là biểu diễn từ những chiếc ghế "lừa kích cỡ" được ủy nhiệm đặc biệt, với hy vọng bù lại kích thước thu nhỏ của anh ta.
Eddy Wally được biết đến nhiều nhất với bài hát "Chérie"  đã trở thành hit bạch kim đôi. Wally cũng được biết đến với "Ik spring uit een vliegmachien" ("Tôi sẽ nhảy ra khỏi máy bay") và "Dans Mi Amor".

### Trang phục và biểu tượng văn hóa
Trên sân khấu và tắt, Wally thường mặc hào nhoáng, lấp lánh, trang phục đắt tiền, đặc trưng bởi một phong cách camp và hào nhoáng, nhưng không có giá trị thực sự gợi nhớ của Liberace. Vào năm 2004, tủ quần áo cực chất của Eddy Wally đã được Stedelijk Modemuseum van Hasselt mua lại, và được thể hiện dưới tiêu đề "Eddy Wally's Geweldige Garderobe". Chương trình bao gồm 115 bộ trang phục được sản xuất riêng, mỗi bộ có giá trị lên tới 5.300 đô la mỗi chiếc.
Vào tháng 10 năm 2009, nghệ sĩ nổi tiếng người Bỉ Kamagurka tuyên bố: 
| “ | Eddy Wally là popart. | ” |

Vẫn có thảo luận về việc Eddy Wally có phải là một kiểu mẫu hay không. Jan Van Rompaey, một cựu chủ nhân của nhiều chương trình và chương trình trò chuyện về con người trên truyền hình Bỉ, đã phỏng vấn Wally nhiều lần. Theo anh, Wally có vốn từ vựng hạn chế và không phải là một kiểu mẫu, mặc dù anh đã phóng đại. Kamagurka có một kết luận tương tự và Wally đã ám chỉ hành động kỳ lạ "bởi vì đó là những gì mọi người mong đợi từ một người nổi tiếng". Tin chắc rằng tuyên bố đó là đúng, Wally chỉ thay đổi cách sống của mình. Kamagurka cũng tiết lộ Wally mắc chứng khó đọc và viết tất cả lời bài hát bằng ngôn ngữ phiên âm của chính mình. Wally cũng gặp khó khăn khi học các kịch bản, ngay cả những kịch bản đơn giản nhất.
Wally cũng được biết đến với một video được đăng trên YouTube vào năm 2007 bởi một người trong cộng đồng của anh ta kêu lên "Wow" và nháy mắt. Điều này đã được công nhận trên toàn thế giới và đã trở thành một meme, điều mà nhiều người dùng YouTube khác bắt đầu sử dụng trong các video hài kịch của họ.

## Lý lịch
Eddy Wally bắt đầu làm nhân viên bán hàng bán túi xách ở chợ và trở nên nổi tiếng vào những năm 1960, sau khi kết hợp với nhà sản xuất Hà Lan Johnny Hoes. Anh ấy thậm chí còn có sàn nhảy "Chérie-Paris Las Vegas" của riêng mình, lần đầu tiên được gọi là "Eddy Wally's Texas Bar".
Eddy Wally từng có mặt thường xuyên trên chương trình truyền hình Eurotrash của Anh, chủ yếu là do tên và ý thức ăn mặc tối nghĩa của anh.

## Danh dự
- Một vành đai tiểu hành tinh lớn được đặt theo tên của Eddy Wally (9205 Eddywally).[9] Nó nằm trong quỹ đạo quanh mặt trời giữa Sao Hỏa và Sao Mộc.
- Hiệp sĩ của Dòng Leopold, theo Nghị định Hoàng gia năm 2005.[10]

## Qua đời
Ông qua đời vào ngày 6 tháng 2 năm 2016, ở tuổi 83 do ảnh hưởng của một cơn đột quỵ.